# ČSD-Baureihe E 416.0
Die ČSD-Baureihe E 416.0 war eine elektrische Lokomotive der einstigen Tschechoslowakischen Staatsbahnen ČSD, welche für den Rangierdienst im Prager Knoten vorgesehen war.

## Geschichte und Einsatz
Bereits vor der Aufnahme des elektrischen Betriebes im Prager Knoten wurde zur Verminderung der Luftverschmutzung in den Tunneln um den Prager Hauptbahnhof durch den zunehmenden Dampflokbetrieb für Verschiebearbeiten Versuche mit Akkulokomotiven durchgeführt. Die erste Lokomotive war die von František Křižík sowie Breitfeld & Danek gefertigte E 407.0, die im Juni 1926 den Versuchsbetrieb aufnahm.
Aus dieser Maschine und der Nachfolgerbaureihe E 417.0 entstand dann ab 1943 8 Lokomotiven der Reihe E 416.0, dieses Mal von Škoda in Plzeň gefertigt. Die Fertigung zog sich bis in die ersten Jahre nach dem Zweiten Weltkrieg hin.
Die Akkulokomotiven hatten den Vorteil, dass mit ihnen ein freizügiger Betrieb auch auf nicht elektrifizierten Gleisen möglich war. Lt. Quellenangabe waren um 1953 noch 2/5 aller elektrischer Lokomotiven bei den ČSD Akkulokomotiven.
Es ist anzunehmen, dass nach Umspannung des Prager Knotens auf 3000 V Gleichspannung um 1962 für sie keine betriebliche Verwendung mehr möglich war.